# Adam Zagórski (muzyk)

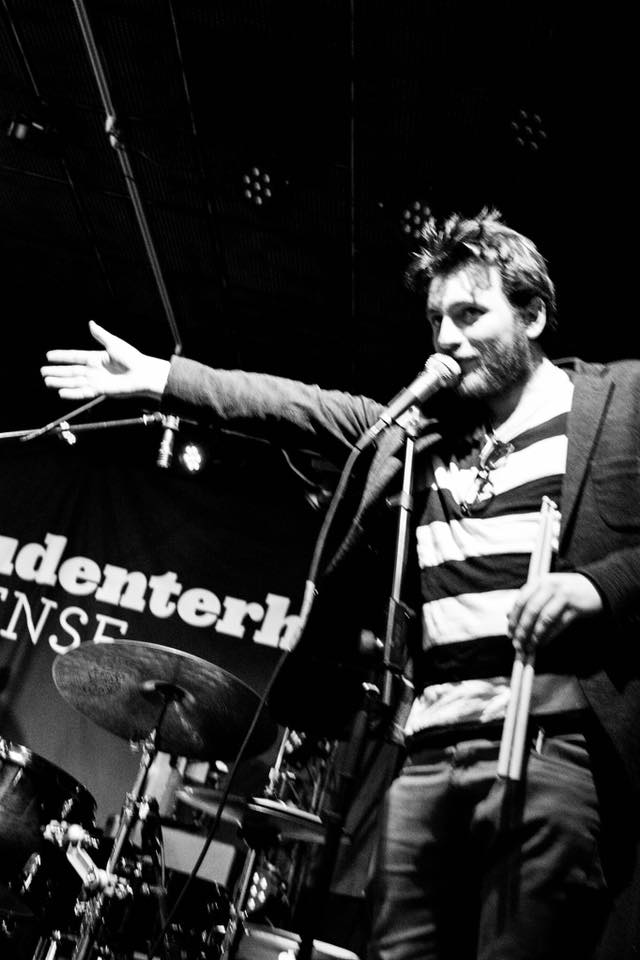
Adam Zagórski podczas koncertu w Studenterhuset Odense (Dania)

Adam Zagórski – polski perkusista jazzowy, pianista, kompozytor.

## Wykształcenie
Naukę muzyki rozpoczął w Poznańskiej Ogólnokształcącej Szkole Muzycznej I st. im Henryka Wieniawskiego i II St. w klasie perkusji jazzowej dr hab. Krzysztofa Przybyłowicza (1997–2009). W latach 2009–2016 Studiował na studiach I i II stopnia na kierunku „Jazz i muzyka estradowa” w Akademii im. Ignacego Jana Paderewskiego w Poznaniu. W latach 2011–2014 był studentem Syddansk Musikkonservatiorum w Odense (Dania) co zaowocowało drugim dyplomem magisterskim. W 2014 roku został stypendystą w Prins Claus Conservatorie w Groningen (Holandia) w programie „New York comes to Groningen”. W 2016 roku zakwalifikował się on na duński program studiów „Jazz Soloist” w Syddansk Musikkonservatorium w Odense (2016 -2018). W czasie studiów w Polsce, jak i zagranicą uczył się u wielu uznanych artystów i pedagogów takich jak: dr Krzysztof Przybyłowicz, dr Zbigniew Wrombel, Anders Mogensen, Steve Altenberg, Adam Nussbaum, Andrzej Olejniczak, Erik Ørum, Bill Stewart, Lars Jansson, Gary Thomas, Lionel Loueke, Joost Van Schaik, Skulli Svensson, John Hollenbeck, Mark Ducret, Robin Eubanks, JD Walter, Alex Sipiagin, Joel Frahm, Bo Stief, John Hollenbeck i wielu innych.

## Działalność koncertowa

Adam Zagórski tuż po koncercie przy zestawie perkusyjnym

Adam Zagórski występował w wielu krajach na świecie: Polsce, Niemczech, Danii, Czechach, Francji, Hiszpanii, Ukrainie, Szwecji, Belgii, Holandii, Białorusi, Słowacji, Włoszech, Rumunii, USA, Turcji, Litwie, Łotwie, Izraelu, Katarze czy Indonezji. Grał koncerty na festiwalach muzycznych zarówno w Polsce, jak i za granicą m.in.: Jazz nad Odrą; Blue Note Poznań Competition; Mediations Biennale; Copenhagen Jazz Festival; Krokus Jazz Festival; Bielska Zadymka Jazzowa; Prague Jazz Festival; RCK Pro Jazz Festival; Silesian Jazz Festival; Odense Jazz Days; Era Jazzu – Poznań; Juwenalia; Artenalia; Festiwal Młodego Jazzu, Katara Jazz Festival. Występował z zespołami, których był inicjatorem oraz liderem m.in.: Between Spaces, Adam Zagórski Nonet, ZK Collaboration, Depilator. Współpracuje on z Poznań Jazz Philharmonic Orchestra i Big Bandem Akademii Muzycznej w Poznaniu.
Od 2014 roku Adam Zagórski współtworzy zespół Weezdob Collective, którego debiutancki album zatytułowany „Live in Radio Katowice” ukazał się w październiku 2015 roku na łamach czasopisma Jazz Forum. Drugi album z Weezdob Collective zatytułowany "Star Caddilac" wydany zostaje w 2018 r. z ramienia Fundacji Weezart. Jeden z jego autorskich projektów współtworzonych z saksofonistą Maciejem Kądzielą – ZK Collaboration – wydał debiutancki album "Double Universe" w 2018 roku. Adam Zagórski współpracuje z Włodkiem Pawlikiem – zarówno w jego trio, nagrywając w 2019 r. albumy Włodek Pawlik Trio – "Pawlik/Moniuszko – Polish Jazz", Włodek Pawlik Trio – "Pierwsze Urodziny Polskie Radio Chopin" jak i również w projekcie „Zagajewski Pawlik – Mów Spokojniej”.
Muzyk ten współpracuje również w projektach z muzykami zagranicznymi m.in. Gustavo Trifonoff, Jean-Luc Ponty, Igor Zakus, Dominique Di Piazza, Jerry Bergonzi, Attila Muehl, Jasper Greve, Hans Peter Salentin, John Hollenbeck, Claus Waitlow, Brian Massaka, June Koo, Ehud Ettun, Henrique Eisenman, Lihi Haruvi, Briana Perez, Alexandr Sipiagin, Bhai Baldeep Singh, Internal Compass Collective i wieloma innymi.

## Projekty i twórczość
W Polsce związany jest formacjami: Weezdob Collective, Adam Zagórski Nonet, Zagórski/Kostka/Kądziela Trio, Jakub Skowroński Trio, Zagajewski/Pawlik, Włodek Pawlik Trio, Zagórski/Kądziela Collaboration (ZK Collaboration), Poznań Jazz Philharmonic Orchestra, Artur Dutkiewicz Trio.
Współpracuje również w projektach z muzykami zagranicznymi m.in. Gustavo Trifonoff, Dominique Di Piazza, Attila Muehl, Jasper Greve, Hans Peter Salentin, John Hollenbeck, Claus Waitlow, Brian Massaka, June Koo, Ehud Ettun, Henrique Eisenman, Jean-Luc Ponty, Lihi Haruvi, Briana Perez, Alexandr Sipiagin, Bhai Baldeep Singh i wieloma innymi.

## Wybrana dyskografia
- Depilator The Cellar Tales (Karlin Studio Records, 2007)
- European Jazz School (Jazz workshop for young musicians live at the Ignacy Jan Paderewski Academy of Music in Poznań • • 2011, AM 020 Poznań 2011)
- Krokus Jazz Festival 2014(JCK 2014)
- Weezdob Collective – Live at Radio Katowice (Jazz Forum, 2015)[6]
- Blue Note Poznań Competition 2015 (Stowarzyszenie Inicjatyw Muzycznych Blue Note, 2015)
- ERA JAZZU Edycja Festiwalowa (Era Jazzu, 2015)
- Krokus Jazz Festival 2015 (JCK,2015)
- ZAGAJEWSKI/PAWLIK „Mów Spokojniej” (Agencja GAP, 2015)[7]
- Piotr Scholz – „Suite The Road” (RecArt, 2016)[8]
- Blue Note Poznań Competition 2016 (Stowarzyszenie Inicjatyw Muzycznych Blue Note, 2016)
- Ulyanica – "Viasna" (ForTune 2017, 0128/019)
- Blue Note Poznań Competition 2017 (Stowarzyszenie Inicjatyw Muzycznych Blue Note, 2017)
- Adam Zagórski Quartet – "Songs of Hope" (Tetragon Music, 2017)
- ZK Collaboration – "Double Universe" (My Music,2018)[9]
- Weezdob Collective – "Star Cadillac" (Weezart 001, 2018)[10]
- Poznan Jazz Philharmonic Orchestra & Kacper Smoliński – "Żuławskie Wierzby" (Weezart 002, 2018)[11]
- PJPO Plays Weezdob (Weezart 003, 2018)[12]
- ERA JAZZU "Gramy już 20 lat" (Era Jazzu, 2018)
- Julia Sawicka "Za Sen mój chodzę na czereśnie" (JS, 2019)[13]
- Włodek Pawlik Trio – "Pawlik/Moniuszko – Polish Jazz" (Pawlik Relations Agency, 2019)[14]
- Włodek Pawlik Trio – "Pierwsze Urodziny Polskie Radio Chopin" (PRSX 2250-2251, 2019)[15]
- ERA JAZZU – "Czas Komedy" – Era Jazzu 2020[16]
- Weezdob Collective – Komeda: Ostatnia Retrospekcja (Agora Digital Music, 2020)[17]
- ZK Collaboration - Polish Jazz vol. 86 - "Slow Food" (Polskie Nagrania, Warner Music Poland, 2021)[18]
- Artur Dutkiewicz Trio - "Comets Sing" (Pianoart, 2021)[19]
- Jazz Forum Talents – Jazz.pl (Agencja Muzyczna Polskiego Radia)[20]
- ERA JAZZU, "Gramy już 25 lat" (Era Jazzu, 2023)[21]

## Działalność pedagogiczna
Adam Zagórski jest pedagogiem z wykształcenia. W latach 2015–2023 był wykładowcą na Międzynarodowych Chodzieskich Warsztatach Jazzowych „Cho-Jazz”. W lipcu 2016, Sierpniu 2017 oraz Sierpniu 2018, roku zaproszony został, jako wykładowca na międzynarodowych warsztatach jazzowych „Internal Compass Summer Music Retreat” w Mitzpe Ramon w Izraelu. Ponadto w czerwcu 2016 roku został zaproszony do bycia mówcą na międzynarodowej konferencji o ideach wartych propagowania TEDx Piotrkowska Street w Łodzi, poruszając temat o balansie w życiu muzyka. W Grudniu 2016,  został wykładowcą na „Internal Compass Jazz Conference” w Izraelu. Jest on instruktorem perkusji w Chodzieskim Domu Kultury. Od 2021 roku wykłada na Akademii Muzycznej im. Grażyny i Kiejstuta Bacewiczów w Łodzi w Instytucie Instrumentalistyki Jazzowej.

## Konkursy i nagrody

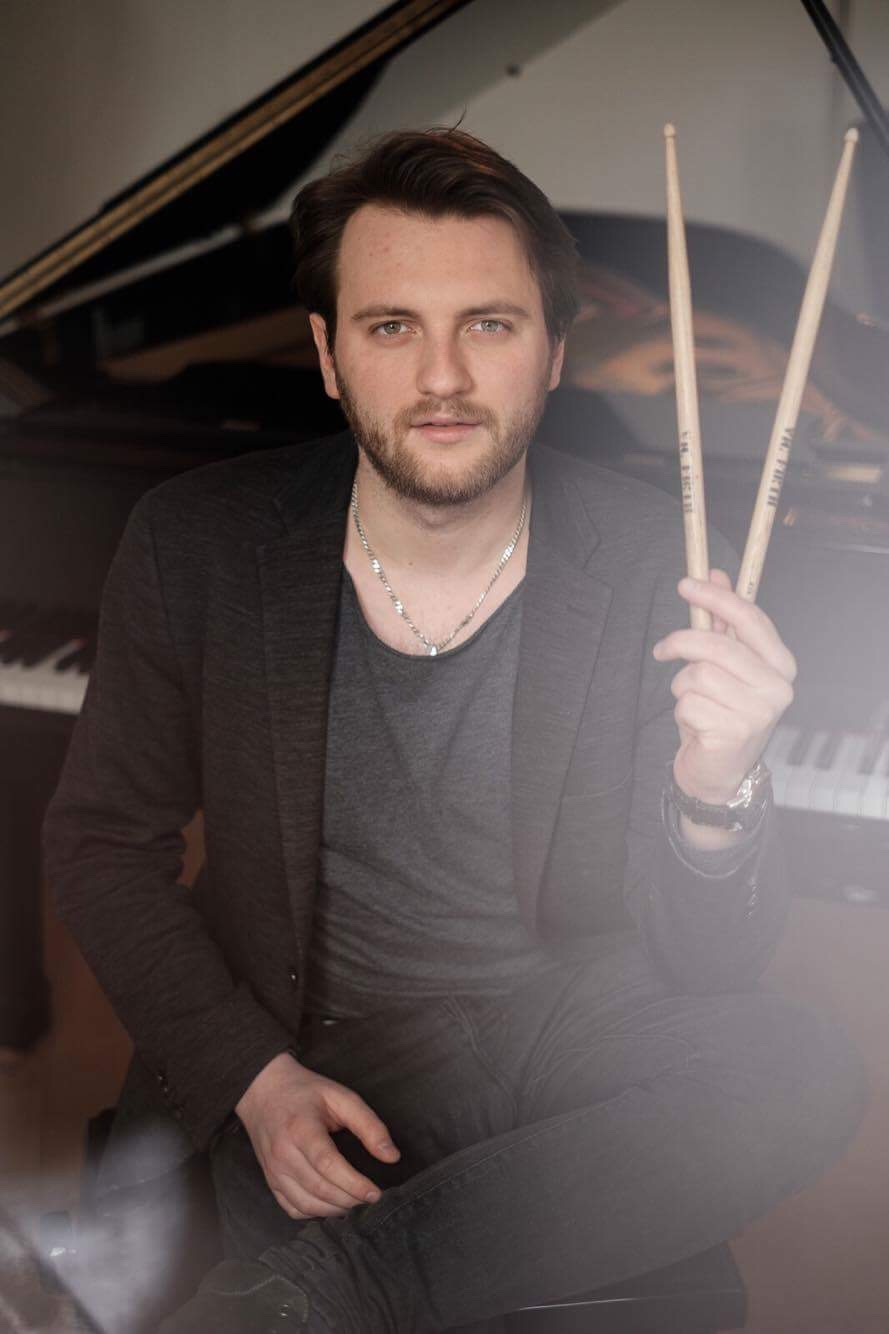
Adam Zagórski

W trakcie swej kariery muzycznej Adam Zagórski był laureatem stypendiów oraz wielu nagród na konkursach jazzowych i takich jak:
- Drum Battle 2007 (II nagroda)
- ONE BEAT 2013 (Wyróżnienie)
- Blue Note Poznań Competition 2014 (Grand Prix)
- RCK Pro Jazz 2014 (II nagroda)
- Krokus Jazz 2014 (III Nagroda)[26]
- Bielska Zadymka Jazzowa 2015 (Grand Prix)
- Czech Jazz Contest 2015 (III Nagroda)[27]
- Jazz Fruit Prague 2015 (Grand Prix)
- Blue Note Poznań Competition 2015 (Grand Prix)
- Era Jazzu 2015 (Grand Prix)[28]
- Krokus Jazz Festiwal 2015 (II Nagroda)
- Jazz Wolności Sopot 2016 (Grand Prix)[29]
- Krokus Jazz Festiwal 2016 (Grand Prix)
- Jazz nad Odrą 2018 (Grand Prix)
- Stypendium Ministra Kultury i Dziedzictwa Narodowego "Młoda Polska 2018" w dziedzinie muzyki.
- B-Jazz Burghausen (II Nagroda)[30]